# Tanahsari
Tanahsari is een bestuurslaag in het regentschap Kebumen van de provincie Midden-Java, Indonesië. Tanahsari telt 2950 inwoners (volkstelling 2010).